# Dinheirosaurus lourinhanensis
Il dinheirosauro (Dinheirosaurus lourinhanensis) è una specie di dinosauro erbivoro appartenente ai sauropodi. Visse nel Giurassico superiore (Kimmeridgiano, circa 155 milioni di anni fa) e i suoi resti fossili sono stati ritrovati in Portogallo. Doveva essere piuttosto simile al più noto Diplodocus.

## Descrizione
Questo dinosauro è noto grazie ai resti fossili di un esemplare, di cui si sono conservate vertebre dorsali articolate fra loro, costole e frammenti delle ossa delle zampe. Una ricostruzione dettagliata non è possibile, ma dai resti si può constatare che Dinheirosaurus aveva un aspetto molto simile a quello del ben noto Diplodocus, con una lunghezza di circa 25 metri. Le vertebre dei due animali, in particolare, sono molto simili, a causa delle spine neurali biforcute; le proporzioni delle vertebre, in ogni caso, differiscono notevolmente da quelle di Diplodocus. Dinheirosaurus, inoltre, presentava un'articolazione intervertebrale di cui le forme americane erano sprovviste.

## Classificazione
I fossili di Dinheirosaurus sono stati ritrovati a Porto Dinheiro, nei pressi della città di Lourinha, nella formazione Camadas de Alcobaça, nel 1987. Solo nel 1999 i resti vennero descritti come appartenente a un genere di sauropodi a sé stante, dopo essere stati attribuiti a un'altra specie, Lourinhasaurus alenquerensis. Ulteriori studi hanno definitivamente confermato che questi due sauropodi, vissuti nel medesimo ambiente, erano molto diversi fra loro e appartenenti a due gruppi separati: Lourinhasaurus potrebbe essere stato un membro dei macronari abbastanza affine all'americano Camarasaurus, mentre Dinheirosaurus era probabilmente un rappresentante dei diplodocidi, un gruppo di sauropodi ben noti nel Giurassico americano caratterizzati da un cranio allungato e basso e da una coda ecceizionalmente allungata. Alcune caratteristiche di Dinheirosaurus (principalmente l'articolazione delle vertebre) suggeriscono che questo animale possa essersi evoluto prima dei diplodocidi americani come Diplodocus e Apatosaurus, e che si sia sviluppato in isolamento geografico su alcune isole separate dal resto d'Europa e dal Nordamerica nel corso del Giurassico superiore.